# Superdrive
Superdrive(일명 junø 또는 Juno Kang, 본명:강준호, 1979년 4월 23일 ~ )는 대한민국 출신의 프로듀서 겸 전자음악 작곡가이다. 윤상, Kayip과 함께 일렉트로니카 그룹 mo:tet의 구성원이며 현재 독일 베를린에서 활동중이다.